# Adam Krzysztoporski
Adam Krzysztoporski (ur. 31 maja 1932 w Wołominie) – generał brygady Milicji Obywatelskiej.

## Życiorys
Syn Eugeniusza i Elżbiety. Ukończył studia na Wydziale Budowy Okrętów Politechniki Gdańskiej.
Od 1951 członek Polskiej Zjednoczonej Partii Robotniczej. W latach 1953–1959 pracował w Polskich Liniach Oceanicznych i Stoczni Gdańskiej. W latach 1959–1963 zatrudniony był w Komitecie Współpracy Gospodarczej z Zagranicą przy Radzie Ministrów.
W MO służył najpierw jako starszy referent na niejawnym etacie w Wojewódzkim Urzędzie Bezpieczeństwa Publicznego w Gdańsku. Od 1963 zastępca naczelnika, następnie naczelnik wydziału, zastępca dyrektora i dyrektor Departamentu I MSW. Od 18 grudnia 1973 do jesieni 1980 dyrektor Departamentu III MSW, szef Służby Bezpieczeństwa. Od 22 września 1980 do listopada 1981 roku podsekretarz stanu MSW, potem od lutego 1982 do 1987 podsekretarz stanu w Urzędzie Gospodarki Morskiej.
Był służbowo delegowany do wielu krajów świata: Kuby, Meksyku, ZSRR i Czechosłowacji.